# Herb gminy Przechlewo
Herb gminy Przechlewo – jeden z symboli gminy Przechlewo, ustanowiony 10 września 2011. Jego autorem jest Andrzej Rola-Stężycki z Instytutu Genealogii w Grójcu.

## Wygląd
Herb przedstawia na tarczy koloru niebieskiego godło gminy. Jest to złote półsłońce, a pod nim złoty wizerunek półryby.